# Desrosiers (imprimeur)
Desrosiers est le nom d'une dynastie d'imprimeurs et éditeurs établis à Moulins (Allier) au XIXe siècle.

## Pierre Louis Desrosiers
Né vers 1770, il fut imprimeur du roi à Moulins.

## Pierre Antoine Desrosiers
Né à Moulins le 16 juin 1799, fils de Pierre Louis, il épouse en 1824 Clémence Place (1804-1891), fille de Claude Joseph Place (1768-1840), qui était imprimeur libraire à Moulins, et de Catherine Bujon. Il meurt à Moulins le 1er août 1873.
Il est connu en particulier pour avoir publié la belle édition (1837) de L'Ancien Bourbonnais d'Achille Allier, parue par les soins d'Adolphe Michel et Louis Batissier. Elle frappa à l'époque les esprits par son caractère monumental et très soigné (deux volumes in-folio, accompagnés d'un atlas de 188 planches).
Il continua la publication de la revue L'Art en province, fondée par Achille Allier dans un esprit de décentralisation de la vie artistique et intellectuelle. Elle paraissait à raison d'un numéro par mois et contribua fortement à asseoir la réputation de Desrosiers en dehors du Bourbonnais. On admirait la qualité et le luxe de la typographie et des illustrations de ses ouvrages. Il forma entre autres François Pierdon.
Desrosiers avait créé un atelier d'une quinzaine de graveurs sur bois, qui exécutaient des vignettes, lettrines, fleurons et autres ornements typographiques.

## Claude Charles Desrosiers
Fils de Pierre Antoine et de Clémence Place, il naît le 7 juillet 1825 à Moulins. Il épouse le 4 octobre 1852 à Moulins sa cousine Catherine Anna Desfossés (1831-1909). Il meurt à Moulins le 16 septembre 1898.